# Cantonul Meaux-Nord
Cantonul Meaux-Nord este un canton din arondismentul Meaux, departamentul Seine-et-Marne, regiunea Île-de-France , Franța.

## Comune
- Barcy
- Chambry
- Chauconin-Neufmontiers
- Crégy-lès-Meaux
- Germigny-l'Évêque
- Meaux (parțial, reședință)
- Penchard
- Poincy
- Varreddes